# Phylini

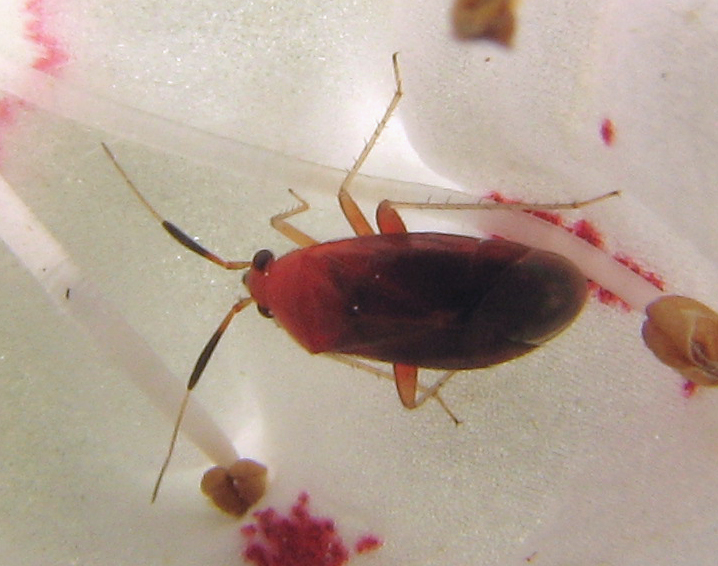
Rhinocapsus vanduzeei

Phylini es una tribu de hemípteros heterópteros perteneciente a la familia Miridae.

## Géneros
- Acrotelus - Adelphophylus - Agrametra - Agraptocoris - Alloeotarsus - Alnopsallus - Alvarengamiris - Amazonophilus - Amblytylus - Americodema - Ampimpacoris - Anapsallus - Ancoraphylus - Anomalocornis - Anonychiella - Antepia - Aphaenophyes - Araucanophylus - Arlemiris - Asciodema - Atomophora - Atomoscelis - Atractotomimus - Atractotomoidea - Atractotomus - Auchenocrepis - Austropsallus - Badezorus - Basileobius - Beckocoris - Bergmiris - Bicurvicoris - Boopidocoris - Botocudomiris - Brachyarthrum - Brachyceratocoris - Brachycranella - Caiganga - Calidroides - Camptotylidea - Camptotylus - Camptozorus - Campylomma - Capecapsus - Cariniocoris - Chiloephylus - Chinacapsus - Chlamydatus - Chlamyopsallus - Chlorillus - Chrysochnoodes - Coatonocapsus - Compsidolon - Compsonannus - Coniferocoris - Conostethus - Crassicornus - Cremnorrhinus - Criocoris - Cyrtodiridius - Dacota - Damioscea - Darectagela - Darfuromma - Dasycapsus - Decomia - Decomioides - Denticulophallus - Dignaia - Dilatops - Dominiquella - Ectagela - Eminoculus - Ephippiocoris - Eremophylus - Ethelastia - Euderon - Eumecotarsus - Europiella - Eurycolpus - Eurycranella - Excentricoris - Exocarpocoris - Farsiana - Frotaphylus - Galbinocoris - Gediocoris - Ghazalocoris - Glaucopterum - Gonoporomiris - Gonzalezinus - Gressittocapsus - Hadrophyes - Halormus - Hamatophylus - Hambletoniola - Harpocera - Helenocoris - Heterocapillus - Heterochlorillus - Hirtopsallus - Hoplomachidea - Hoplomachus - Hyalopsallus - Icodema - Ifephylus - Indatractus - Insulaphylus - Insulopus - Jiwarli - Juniperia - Karocris - Karoocapsus - Keltonia - Kmentophylus - Knightensis - Knightomiroides - Knightophylinia - Knightopiella - Lamprosthenarus - Larinocerus - Lasiolabopella - Lasiolabops - Leaina - Leutiola - Lepidargyrus - Lepidocapsus - Leptidolon - Leptoxanthus - Leucodellus - Leucophylus - Leucopterum - Lindbergopsallus - Lineatopsallus - Litoxenus - Liviopsallus - Lopidodenus - Lopsallus - Lopus - Macrotylus - Maculamiris - Malacotes - Malaysiamiris - Malaysiamiroides - Malthacosoma - Marrubiocoris - Maurodactylus - Mecenopa - Megalocoleus - Megalodactylus - Megalopsallus - Mendozaphylus - Millerimiris - Mixtecamiris - Moissonia - Monochroica - Monocris - Monospatha - Monosynamma - Myrmicopsella - Nanopsallus - Naresthus - Nasocoris - Natalophylus - Neisopsallus - Neophylus - Nevadocoris - Nicholia - Nigrimiris - Nigrocapillocoris - Nubaia - Occidentodema - Oligobiella - Oligotylus - Omocoris - Oncotylidea - Oncotylus - Opisthotaenia - Opuna - Oreocapsus - Orthonotus - Orthophylus - Orthopidea - Pachyxyphus - Parachlorillus - Parafulvius - Paralopus - Parapseudosthenarus - Parasciodema - Paravoruchia - Paredrocoris - Pastocoris - Phaeochiton - Phaxia - Phoenicocapsus - Phoenicocoris - Phyllopidea - Phylus - Phymatopsallus - Piceophylus - Pimeleocoris - Pinomiris - Pinophylus - Placochilus - Plagiognathidea - Plagiognathus - Platyscytisca - Platyscytus - Plesiodema - Pleuroxonotus - Polyozus - Porophoroptera - Pronotocrepis - Pronototropis - Psallodema - Psallomimus - Psallomorpha - Psallopsis - Psallovius - Psallus - Pseudatomoscelis - Pseudoleucophoroptera - Pseudophylus - Pseudosthenarus - Quernocoris - Rakula - Ranzovius - Reuteroscopus - Rhinacloa - Rhinocapsus - Roburocoris - Roudairea - Rubrocuneocoris - Sacculifer - Salicarus - Sasajiophylus - Schuhistes - Semium - Shendina - Solenoxyphus - Somalocoris - Sonoraphylus - Spanagonicus - Squamophylus - Stenoparia - Sthenaropsidea - Sthenaropsis - Sthenarus - Stibaromma - Stirophylus - Stoebea - Strophopoda - Taeniophorus - Tannerocoris - Tapirula - Tapuruyunus - Thermocoris - Thoth - Thymopsallus - Tibiopilus - Ticua - Tijucaphylus - Tinicephalus - Tragiscocoris - Trevessa - Tunisiella - Tuponia - Tuxedo - Tytthus - Utopnia - Vesperocoris - Villaverdea - Viscacoris - Voruchia - Voruchiella - Wallabicoris - Waupsallus - Widdringtoniola - Xiphoidellus - Xiphoides - Yotvata - Zakanocoris - Zanchiophylus - Zinjolopus - Zophocnemis